# John Hope
John Hope, 1. markiz Linlithgow (w latach 1873–1902 znany jako 7. hrabia Hopetoun, ur. 25 września 1860 w South Queensferry, zm. 29 lutego 1908 w Pau) – brytyjski arystokrata, polityk i administrator kolonialny. Pierwszy w historii gubernator generalny Australii.

## Życiorys
Ukończył szkoły brytyjskich elit: Eton College, a następnie Królewską Akademię Wojskową Sandhurst. Pomimo swego wykształcenia, nie zdecydował się jednak na karierę zawodowego żołnierza, lecz zajął się zarządzaniem majątkiem swojej rodziny. W 1883 zasiadł w Izbie Lordów. W latach 1889–1895 po raz pierwszy przebywał na kontynencie australijskim jako gubernator Wiktorii. Po powrocie do kraju został członkiem Tajnej Rady i objął funkcję Paymaster-General, a następnie Lorda Szambelana.
Ze względu na swoją popularność w Australii i dobre stosunki z tamtejszymi elitami politycznymi, latem 1900 otrzymał nominację na pierwszego gubernatora generalnego Związku Australijskiego, zainaugurowanego 1 stycznia 1901. Okres sprawowania przez niego urzędu upłynął mu jednak głównie na sporach z australijskimi przywódcami. Ostatecznie zrezygnował ze swojej funkcji w styczniu 1903.
Po powrocie do kraju był krótko, w 1905, ministrem ds. Szkocji, jednak nie udało mu się spełnić jego marzenia o objęciu funkcji wicekróla Indii. Wiele lat po jego śmierci, stanowisko to otrzymał jego syn Victor.